# Vänersund
Vänersund är ett fartyg som levererades 1982 som Vätterön från Firma Olssons Stålbåtar i Edsvalla till Firma Rederi Insjöbåtar, G Nyberg, i Stockholm. Varvsnumret är 45. Skrovet är av stål.

## Historik
- 1982	Fartyget levererades till Firma Rederi Insjöbåtar, G Nyberg.
- 1986	December. Fartyget köptes av Noraströms Rederi HB i Kramfors för 700 000 kr. Det byggdes om vid Dockstavarvet AB i Docksta där det förlängdes med 7,50 meter i två sektioner, en midskepps och en akterut. Fartyget döptes om till Express. Det certifierades för 124 passagerare och sattes i trafik på traden Örnsköldsvik-Ulvön.
- 1988	Fartyget lades upp vid Dockstavarvet efter säsongens slut.
- 1990 November. Fartyget köptes av Mariestads Skärgårdstrafik AB i Skövde för 350 000 kr. Det döptes om till Vänersund.
- 1990	26 november. Fartyget lämnade Docksta kl 13.00 för färd mot Mariestad via Öregrund, Dalarö, Karlskrona och Göteborg.
- 1990	2 december. Fartyget ankom till Mariestad.
- 1991	Fartyget sattes i trafik på Vänern och Göta kanal.
- 1993	Mars. Fartyget köptes av Haglund Shipping AB i Simrishamn för 800 000 kr. Det döptes om till Vindskär och sattes i trafik i Blekinge skärgård.
- 2003 Fartyget assisterade passagerarfärjan Petersburg som dagen innan blivit liggande utanför Karlshamn efter en brand i maskinrummet. Passagerare och besättning evakuerades av Vindskär.